# Uwe Altenried
Uwe Altenried (* 17. Oktober 1961 in Friedrichshafen/Baden-Württemberg) ist ein deutscher Musiker, Komponist und Produzent. Bis 2005 war er musikalischer Leiter der Klostertaler. Er komponiert hauptsächlich für Interpreten in den Bereichen Schlager, Popschlager und volkstümliche Musik. Mit seiner Familie lebt er bei Offenburg, wo er die „Liederfabrik“ in seinem Tonstudio "Amusic", ein Label und einen eigenen Musikverlag betreibt.

## Musikalischer Werdegang
Altenrieds musikalische Wurzeln liegen in der Jugend- und Stadtkapelle Wangen.
Nach diversen Bandprojekten wie Pink Panther, Jersey und Flair verschlug es Altenried 1992 nach Vorarlberg ins Tonstudio, wo er die Jungen Klostertaler kennen lernte. Nach einer Zusammenarbeit stieg Altenried in die Band ein. Gemeinsam mit ihnen produzierte er den Titel „An a Wunder hob i glaubt“, der 1993 beim Grand Prix der Volksmusik siegte. Bald darauf übernahm er die musikalische Leitung der Band. Neben den Keyboards komplettierte er mit Markus Wolfahrt am Flügelhorn und Gerhard Tschann am Saxophon den Bläsersatz am Bariton und der Posaune. Während seines 13-jährigen Wirkens für die Klostertaler produzierte er 13 Alben, von denen 11 Gold- und drei Platin-Status erreichten. Insgesamt verkaufte Altenried mit den Klostertalern mehr als 8 Millionen Tonträger. Ende 2005 verließ er die Klostertaler, die sich 2010 ganz auflösten.
Seit 2006 widmet sich Altenried ganz dem Schreiben, Komponieren und Produzieren von Musik. Zusammen mit seiner Frau, der Textdichterin Simone Altenried, betreibt er das Tonstudio Liederfabrik bei Offenburg. Das Studio bietet Komposition, Textdichten, Produktion, Song Writing Camps und Coaching.

## Auszeichnungen
Erfolge mit den Klostertalern:
- 11 Goldene Schallplatten
- 3 Platin-Schallplatten
- 6 Echo-Nominierungen
- Sieger der ARD-Hitparade Die goldene Eins
- Jahressieger der ARD-Schlagerparade 1996
- Goldene Stimmgabel 1996
- Krone der Volksmusik 2001 (mit dem Projekt Die großen 3 der Volksmusik als spektakulärstes Medienereignis im Jahr 2000)
- Amadeus Austrian Music Award 2010

Weitere Goldene Schallplatten als Komponist mit diversen Künstlern wie z. B.
- Die großen 3 der Volksmusik
- Zillertaler Haderlumpen

## Interpreten (Auswahl)
Zu den Interpreten seiner über 1000 Veröffentlichungen als Komponist und/oder Produzent zählen unter anderem:
- Alpentrio Tirol
- Alpin KG
- Amigos
- Anna-Carina Woitschack
- Anna-Maria Zimmermann
- Axel Becker
- Bergfeuer
- Die Grubertaler
- Die jungen Zillertaler
- Die Paldauer
- D’Hundskrippln
- Draufgänger
- Edlseer
- Fäaschtbänkler
- Florian Silbereisen
- Francine Jordi
- Geri der Klostertaler
- Hansi Hinterseer
- Kastelruther Spatzen
- Katharina Herz
- Klostertaler
- Laura Kamhuber
- Mara Kayser
- Marc Pircher
- Marianne und Michael
- Miss Helvetia
- Monika Martin
- Norman Langen
- Olaf der Flipper
- Oliver Haidt
- Stefan Mross
- Vincent Gross
- Wolfgang Petry